# Naevala vleugelii
Naevala vleugelii är en svampart som först beskrevs av Rehm, och fick sitt nu gällande namn av B. Hein 1976. Enligt Catalogue of Life ingår Naevala vleugelii i släktet Naevala, ordningen disksvampar, klassen Leotiomycetes, divisionen sporsäcksvampar och riket svampar, men enligt Dyntaxa är tillhörigheten istället släktet Naevala, familjen Dermateaceae, ordningen disksvampar, klassen Leotiomycetes, divisionen sporsäcksvampar och riket svampar. Arten är reproducerande i Sverige. Inga underarter finns listade i Catalogue of Life.